# Tatjana Alexandrowna Assejewa
Tatjana Alexandrowna Assejewa (russisch Татьяна Александровна Асеева; * 21. Januar 1959 in Wladiwostok) ist eine sowjetisch-russische Bodenkundlerin und Hochschullehrerin.

## Leben
Assejewa studierte in Wladiwostok Bodenkunde an der Fernöstlichen Staatlichen Universität mit Abschluss 1982.
1982 wurde Assejewa in Chabarowsk wissenschaftliche Mitarbeiterin des Fernöstlichen Forschungsinstituts für Landwirtschaft und 1991 Leiterin des dortigen  Laboratoriums für Bodenfruchtbarkeit und Düngung. 1995 verteidigte sie ihre Dissertation über die Produktionsbedingungen für Sommerweizen in Abhängigkeit von Wetter und Fruchtbarkeit der schweren Lehmböden des mittleren Amurgebiets für die Promotion zur Kandidatin der Agrarwissenschaften.
1996 wurde Assejewa wissenschaftliche Vizedirektorin des Fernöstlichen Instituts für Landwirtschaft. 2009 verteidigte sie mit Erfolg ihre Doktor-Dissertation über die agrarökologische Grundlagen der Ertragsgestaltung von Getreide- und Sojakulturen unter den Bedingungen des mittleren Armurgebiets für die Promotion zur Doktorin der Agrarwissenschaften. Seit 2012 ist sie Direktorin des Instituts.
Seit 2012 lehrt Assejewa Bodenkunde als Professorin des Lehrstuhls für Geodäsie und Bodenordnung der Pazifischen Staatlichen Universität in Chabarowsk.  2017 eröffnete sie das Landwirtschaftsforschungszentrum der Akademie der Agrarwissenschaften der Provinz Jilin der Volksrepublik China und des Fernöstlichen Forschungsinstituts für Landwirtschaft. 2019 wurde sie zum Korrespondierenden Mitglied der Russischen Akademie der Wissenschaften (RAN) gewählt.